# Calluga semirasata
Calluga semirasata är en fjärilsart som beskrevs av W. Warren 1903. Calluga semirasata ingår i släktet Calluga och familjen mätare. Inga underarter finns listade i Catalogue of Life.